# Pseudonepanthia gotoi
Pseudonepanthia gotoi is een zeester uit de familie Asterinidae.
De wetenschappelijke naam van de soort werd in 1916 gepubliceerd door Austin Hobart Clark.